# PEGylierung
Bei der sogenannten PEGylierung werden biopharmazeutische Wirkstoffe oder Diagnostika mit Polyethylenglycol (PEG) chemisch verbunden (konjugiert). Dabei werden kettenförmige Strukturen an den Wirkstoff oder das Diagnostikum angehängt, die diesen bzw. dieses nahezu vollständig umhüllen und somit zuverlässig gegen den vorzeitigen Abbau durch Antikörper oder körpereigene Enzyme, beispielsweise Proteasen, schützen. Durch diese „Maskierung“ kann der Wirkstoff (oder das Diagnostikum) Angriffen durch das Immunsystem und enzymatischen Abbauprozessen standhalten, ungehindert an seinen Bestimmungsort gelangen und seine therapeutische Wirkung effizient entfalten. Insbesondere bei biopharmazeutischen Wirkstoffen ist die PEGylierung ein sehr effizientes Verfahren zu einer wesentlichen Verringerung der Immunogenität, zu einer signifikant höheren Proteasestabilität und einer deutlich verlangsamten renalen Ausscheidung (über die Niere).

## Wirkungsmechanismus
In den 1970er Jahren entwickelten Davis, Abuchowski u. a. die Methode zur Konjugation von Polyethylenglycol (PEG) mit Proteinen. Das Verfahren ist heute Stand der Technik und wird bei einer Vielzahl von biopharmazeutischen Wirkstoffen und Diagnostika sowohl in der Produktion, als auch in Forschung und Entwicklung verwendet. PEGyliert werden dabei im Wesentlichen Peptide, Protein und Antikörper und deren Fragmente sowie Aptamere. Die PEGylierung erhöht dabei die Sicherheit und Effizienz dieser Therapeutika. Die PEGylierung ändert die physikochemischen Eigenschaften, wie beispielsweise die Konformation, die elektrostatischen Bindungskräfte und die Hydrophilie. Diese physikalischen und chemischen Änderungen erhöhen die systemische Retention des Therapeutikums. Ebenso können die Bindungsaffinität des Therapeutikums an Zellrezeptoren und die Wirkstoffaufnahme und -verteilung erheblich beeinflusst werden.

## Vorteile der PEGylierung
Die PEGylierung erhöht die Molekülmasse des Wirkstoffes und kann einige signifikante pharmakologische Vorteile gegenüber dem unmodifizierten Wirkstoff implizieren:
- erhöhte Wirkstofflöslichkeit,
- Verlängerung der Zeiträume zwischen der Applizierung des Wirkstoffes ohne Reduzierung der Effizienz und mit meist geringeren toxischen Nebenwirkungen,
- verlängerte Verweilzeit im Körper des Patienten, das heißt eine größere Area under the curve,
- erhöhte Wirkstoffstabilität,
- besseren Schutz gegen den Abbau durch Proteasen.

Kommerziell gesehen hat die PEGylierung ebenfalls Vorteile. So können neben der Entwicklung patientenfreundlicherer Darreichungsformen und Dosierungen auch die Patentlaufzeiten älterer Wirkstoffpatente durch neue Patente verlängert werden.

## PEGylierte Pharmazeutika
Der klinische Nutzen der PEGylierung ist allgemein anerkannt. Adagen, eine PEGylierte bovine Adenosin-Deaminase (ADAR = Adenosine Deaminase Acting on RNA), hergestellt von Enzon Pharmaceuticals Inc. (USA), war das erste PEGylierte Protein, welches im März 1990 von der FDA zugelassen wurde. Seit der Einführung von Adagen hat eine Anzahl PEGylierter Proteine und Peptide die Zulassung erhalten und eine Vielzahl befindet sich in klinischen Studien oder im Entwicklungsstadium.
Einige ausgewählte Beispiele:
- Peginterferon α-2a: PEGyliertes α-Interferon zur Behandlung der chronischen Hepatitis B und Hepatitis C (Hoffmann-La Roche).[3]
- Peginterferon α-2b: PEGyliertes α-Interferon zur Behandlung der chronischen Hepatitis C (Schering-Plough / Enzon).
- Pegaspargase: PEGylierte L-Asparaginase zur Behandlung der akuten lymphatischen Leukämie für Patienten, die eine Überempfindlichkeit gegenüber der unmodifizierten L-Asparaginase aufweisen (Enzon).
- Pegfilgrastim: Rekombinanter PEGylierter humaner Granulocyte-Colony Stimulating Factor G-CSF, zur Behandlung von Neutropenie nach einer Chemotherapie gegen Krebs (Amgen).
- Doxil: ein PEGyliertes Liposom, welches Doxorubicin enthält und für die Chemotherapie von Krebs eingesetzt wird (Sequus).
- CERA (Continuous Erythropoiesis Receptor Activator): ein PEGyliertes Erythropoetin („EPO“). Seit 2007 zugelassenes EPO-Präparat (Mircera, Hoffmann-La Roche).
- Pegaptanib (PEGylated aptamer inhibitor): ein PEGyliertes anti-VEGF-Aptamer zur Behandlung der feuchten altersabhängigen Makula-Degeneration (AMD).

## Die PEGylierung
Der erste Schritt zur PEGylierung ist die Funktionalisierung des Polyethylengylcol-Moleküls an beiden Enden.
Polyethylenglycole, die an beiden Molekülenden mit der gleichen funktionellen Gruppe aktiviert sind, heißen „homobifunktional“. Bei der Funktionalisierung mit unterschiedlichen funktionellen Gruppen spricht man von „heterobifunktional“ oder „heterofunktional“. Die funktionellen Gruppen sind so aktiviert, dass sie das PEG an das gewünschte Zielmolekül chemisch binden.
Die Wahl der funktionellen Gruppen an den Enden des PEG ist davon abhängig, welche reaktiven Gruppen das Zielmolekül hat, an welches das PEG gekoppelt werden soll. Bei Proteinen sind die typischen Bindungsstellen die reaktiven Aminosäuren Lysin, Cystein, Histidin, Arginin, Asparaginsäure, Glutaminsäure, Serin, Threonin, Tyrosin, das heißt im Wesentlichen endständige Amino- oder Carboxygruppen.
Die Technik der ersten Generation der PEGylierung nutzte dabei generell Verbindungen aus, die mit den Hydroxygruppen des PEGs reagieren, wie beispielsweise Carbonsäureanhydride oder Carbonsäurechloride. In der zweiten Generation der PEGylierungschemie werden leistungsfähigere funktionelle Gruppen wie beispielsweise Aldehyde oder Ester für die Konjugation mit dem entsprechenden Biomolekül eingesetzt.
Durch die Weiterentwicklung und Verbreitung der PEGylierung ist der Bedarf an heterobifunktionalen PEGs für die Konjugation gestiegen. Diese PEGs sind sehr nützlich, um zwei Entitäten miteinander zu verbinden, wenn ein hydrophiler biokompatibler Spacer benötigt wird. Bevorzugte Endgruppen sind Maleimide, Vinylsulfonate, Amine, Carboxygruppen und NHS-Ester.
Die Verfolgung der Bioverfügbarkeit des PEGylierten Wirkstoffs baut auf den immunchemischen Nachweis des Polyethylenglycols, genauer der endständigen Methoxygruppe, denn Antikörper erkennen das PEGylierte Molekül selbst kaum.